# Samuel Grosser

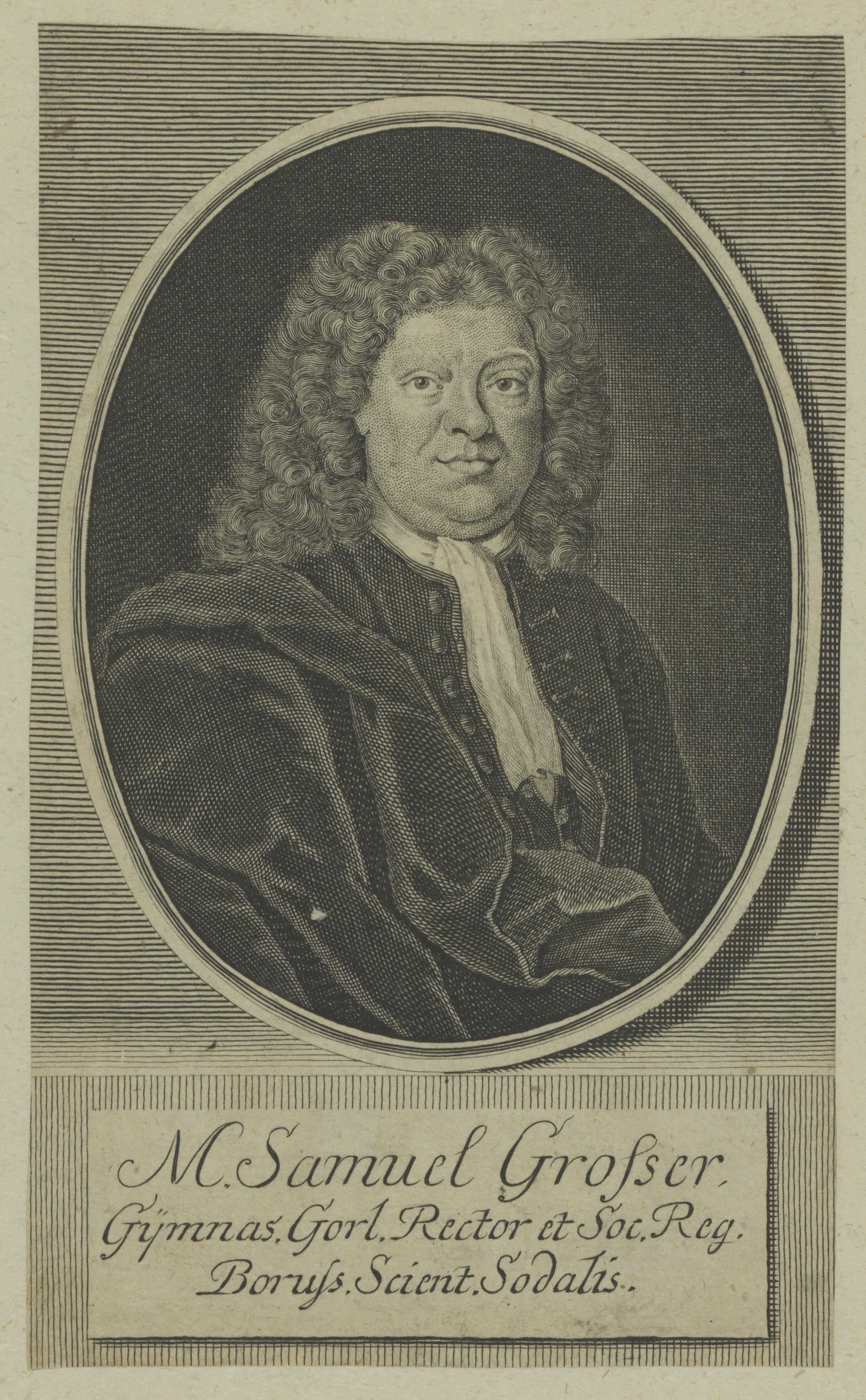
Samuel Grosser

Samuel Grosser  (* 18. Februar 1664 in Paschkerwitz in der Gmina Długołęka in Schlesien; † 24. Juni 1736 in Görlitz) war Historiker, Pädagoge und langjähriger Direktor des Görlitzer Gymnasiums.

## Leben
Samuel Grosser wurde am 18. Februar 1664 in Paschkerwitz im schlesischen Herzogtum Oels geboren. Sein Vater gleichen Namens war evangelischer Pfarrer – zuletzt in Nimptsch. Mit sieben Jahren bezog er das Brieger Gymnasium, von wo er bald auf das Breslauer Magdalenäum und später auf das Zittauer Gymnasium weiterzog. Hier nahm ihn der Rektor Christian Weise in seine Obhut. Er verschaffte Grosser eine Stelle als Hauslehrer in einem Zittauer Bürgerhaushalt und lud ihn ein, ihn auf eine Reise nach Prag zu begleiten, wo sie unter anderem bei Bohuslav Balbin Station machten. 1683 nahm Grosser ein Studium an der Universität Leipzig auf, das er mit der Promotion zum Magister artium abschloss.
Seit 1688 hielt Grosser in Leipzig sogenannte Collegia privata über Poesie, Geschichte und Geographie. 1690 ernannte ihn der Leipziger Rat zum Conrektor der Nikolaischule, 1691 wurde er zum Rektor des Gymnasiums im kursächsischen Altenburg berufen. 1695 nahm er die Stelle des Rektors am seinerzeit überregional bedeutenden Görlitzer Gymnasium an, dessen Lehrbetrieb er sogleich im Geiste pädagogischer Reformströmungen des 17. Jahrhunderts zu reformieren begann. Nützlichkeit und Praktikabilität des vermittelten Wissens wurden von Grosser stärker in das curriculare Zentrum seiner Schule gerückt, die alten Sprachen drängte er zugunsten des Deutschen ein Stück weit zurück. Großen Wert legte Grosser ferner auf die Vermittlung der jüngeren Lokal- und Landesgeschichte. Der Schulunterricht sollte seinem Verständnis nach mehr den Anforderungen des bürgerlichen Lebens genügen und sich weniger auf die Vermittlung von „totem Wissen“ konzentrieren. Seine Wertschätzung galt ferner dem Schultheater, das er als ein praktisches Instrument der Wissensvermittlung und Persönlichkeitsbildung betrachtete: 61 Theaterstücke sollen aus seiner eigenen Feder stammen.
Mit seinen pädagogischen Bestrebungen stand Grosser ganz in der Tradition seines Lehrers Christian Weise, mit dem er auch von Görlitz aus noch brieflichen Kontakt pflegte und dessen erster Biograph er nach seinem Tode wurde. Grosser gilt in diesem Sinne einerseits als Vertreter der deutschen Frühaufklärung. Doch wird ihm in der Forschung andererseits eine zumindest ambivalente Nähe zum seinerzeit ebenfalls aufblühenden Pietismus attestiert. Als Görlitzer Rektor prägte Grosser die Entwicklung einer der wichtigsten bürgerlichen Ausbildungsstätten des schlesisch-sächsischen Raumes für beinahe vier Jahrzehnte und begleitete tausende Schüler in ihrer intellektuellen Entwicklung. An der Gründung des Vertrauten Görlitzischen Collegium Poeticum an der Universität Leipzig (1697) durch ehemalige Schüler des Görlitzer Gymnasiums wird Grosser ein bedeutender Anteil zugeschrieben. Das Kollegium gilt als Keimzelle der später vor allem mit dem Namen Gottsched verbundenen und über das gesamte alte Reich verbreiteten Deutschen Gesellschaften.
Grosser entfaltete bereits früh eine ausgesprochen breite publizistische Tätigkeit. In seiner Leipziger Zeit nahm er wiederholt an Disputationen teil, deren Thesen häufig gedruckt wurden. Als Rektor in Altenburg und Leipzig veröffentlichte er diverse Schulprogramme gelehrten Inhalts. Der Mode der Zeit entsprechend, verfasste Grosser auch etliche Gelegenheitsschriften in lateinischer und deutscher Sprache. Mit einer Reihe von Schul- und Unterrichtsschriften machte sich Grosser einen Namen als Pädagoge im Geiste seines alten Lehrers Christian Weise: 1697 erschien seine Gründliche Anweisung zur Logica in erster Auflage, zwei Jahre später eine Schulausgabe des Sallust, 1702 das Werk Theologia thetica elementaris, 1703 eine Einführung für den Lateinunterricht, 1732 schließlich eine Philosophia instrumentalis. Als Grossers Hauptwerk gilt heute seine umfangreiche Geschichte der Ober- und Niederlausitz, die 1714 unter dem Titel Lausitzische Merckwürdigkeiten erschienen war. Mit diesem Werk hatte er eine handfeste Kontroverse ausgelöst, da ihm Gegner (vor allem aus den Reihen des Lausitzer Adels) vorwarfen, politisch einseitig Partei für die Interessen der Oberlausitzer Sechsstädte zu ergreifen. Das fünf Jahre später erschienene Geschichtswerk von Grossers Zeitgenosse und Landsmann Johann Benedict Carpzov gilt in diesem Sinne als Reaktion und Antithese zu Grossers Opus Magnum.
Seit 1712 war er auswärtiges Mitglied der Königlich Preußischen Sozietät der Wissenschaften.

## Werke (Auswahl)
- Gründliche Anweisung zur Logica. Bautzen 1697; 10351299 im VD 18.
- Sallustius cum observationibus et Chrestomathia Sallusttiana. Dresden und Leipzig 1699.
- Isagoge Styli Romani, seu Manuductio ad Comparandum Latinæ Linguæ Facultatem, tùm in abstractô tùm in concretô spectatam succinctè proposita & perspicuè illustrata. Stremel, Görlitz 1703. (Digitalisat)
- Theologia thetica elementaris perspicuis quaestionibus succinctis responsionibus et necessariis probationibus e locis scripturae s. classicis petitis comprehensa, ac in usum iuventutis ad altiora theologiae dogmata praeparandae, ex theologorum praecipuorum scriptis collecta. Rohrlach, Leipzig/Görlitz 1707. (Digitalisat)
- Vita Christiani Weisii, Gymnasii Zittaviensis Rectoris, Viri Clarissimi, Et de literis politioribus meritissimi ; In gratae erga Praeceptorem optimum recordationis tesseram recensita, & commentariolo de scriptis ejusdem. Gleditsch & Maur, Leipzig 1710. (Digitalisat)
- Lausitzische Merckwürdigkeiten […]. Leipzig und Bautzen 1714. (Digitalisat der BSB)
- Philosophia instrumentalis juventutis gymnasticæ statui et captui accommodata. March, Leipzig und Görlitz 1732. (Digitalisat)